# Izabela Francuska, kraljica Navare
Izabela Francuska (2. ožujka 1241. – 17. travnja 1271.) bila je francuska princeza i navarska kraljica.

## Životopis
Izabela je bila kći francuskog kralja Luja IX. i kraljice Margarete Provansalske. Bila je unuka Blanke Kastiljske i sestra Filipa III.
Udala se za Teobalda II. Navarskog. Navodno nisu imali djece, ali je moguće da im se dijete rodilo, pa je umrlo. 
Njezini otac i muž umrli su 1270. godine. Ona je umrla 1271. u Francuskoj.
Pokopana je pokraj svoga muža.